# Bürgerenergiegenossenschaft
Bürgerenergiegenossenschaften (oft auch einfach als Energiegenossenschaften bezeichnet) sind Akteure der Energiewirtschaft in der Rechtsform einer eingetragenen Genossenschaft (e.G.), die zumeist das Ziel einer dezentralen, konzernunabhängigen und ökologischen Energiegewinnung verfolgen. Sie sind eine Form der Bürgerbeteiligung, vorwiegend auf kommunaler oder regionaler Ebene, und bieten die Möglichkeit, an der Energiewende aktiv mitzuwirken. Sie bieten darüber hinaus auch Anlage- und Investitionsmöglichkeiten in lokale und regionale Energieprojekte.
Das deutsche Erneuerbare-Energien-Gesetz (EEG) 2016/2017 verwendet den allgemeineren Begriff Bürgerenergiegesellschaft. Im EU-Recht werden die Begriffe Bürgerenergiegemeinschaft und Erneuerbare-Energie-Gemeinschaft verwendet.

## Ziele und Verbreitung
Der Geschäftsbetrieb betrifft häufig die Errichtung und den Betrieb von Anlagen zur Gewinnung von erneuerbaren Energien oder die Beteiligung an solchen Anlagen. Weitere Aktivitäten betreffen die Errichtung und den Betrieb von Blockheizkraftwerken (Nutzung der Kraft-Wärme-Kopplung), die Bürgerbeteiligung an Stadtwerken oder den Kauf und Betrieb von Gas- und Stromnetzen. Auch die Realisierung von Energieeffizienzmaßnahmen wie z. B. die energetische Sanierung von Gebäuden, der Austausch von Beleuchtungsanlagen durch Energiesparende Leuchtmittel (beispielsweise LEDs) und die Beratung der Mitglieder in Energiefragen können Geschäftsmodelle sein. Während manche Genossenschaften zum Zweck der Risikostreuung breite Geschäftsmodelle verfolgen und in verschiedene Technologien investieren, spezialisieren sich andere auf eine bestimmte Technologie, oft Photovoltaik- oder Windkraftanlagen. Diese Genossenschaften werden entsprechend ihrer jeweiligen Technik auch als Solargenossenschaft oder Windenergiegenossenschaft bezeichnet.
In den letzten Jahren wurden in einer Reihe von Staaten Bürgerenergiegenossenschaften gegründet, besonders in Kanada, den USA, im Vereinigten Königreich, Dänemark und Deutschland. Ende 2012 gab es in Deutschland mehr als 700 Bürgerenergiegenossenschaften, während die Zahl der Energiegenossenschaften in den Niederlanden auf 150 bis 300 geschätzt wurde. Seit 2011 gibt es das EU-Netzwerk der Energiegenossenschaften REScoop.eu. Im Jahr 2015 hatte es 20 Mitglieder aus 12 Ländern, darunter auch den Deutschen Genossenschafts- und Raiffeisenverband (DGRV).
Typischerweise folgen Bürgerenergiegenossenschaften weltweit den sieben Grundsätzen, die 1995 von der International Cooperative Alliance verabschiedet wurden: Freiwillige und offene Mitgliedschaft, demokratische Mitgliederkontrolle, ökonomische Partizipation der Mitglieder, Autonomie und Unabhängigkeit, Ausbildung, Fortbildung und Information, Kooperation mit anderen Genossenschaften und Vorsorge für die Gemeinschaft.

## Geschichte (Deutschland)
Bürgerengagement in der Energieversorgung besitzt in Deutschland eine lange Tradition. Bereits im ausgehenden 19. Jahrhundert wurden in ländlichen Gegenden mehrere Energiegenossenschaften gegründet, um elektrische Energie zu produzieren oder ein Verteilnetz zu bauen und zu betreiben. Hintergrund war, dass von Seiten größerer Energieunternehmen zumeist kein wirtschaftliches Interesse bestand, in dünnbesiedelten Regionen ein Stromnetz aufzubauen, da sich dieses dort aufgrund der geringen Stromabnahme nicht gerechnet hätte. Diese Zahl wuchs in der ersten Hälfte des 20. Jahrhunderts auf ca. 6.000 Elektrizitätsgenossenschaften an, bevor die Zahl ab den späten 1930er Jahren während und nach des Dritten Reiches u. a. infolge von Konzentrationsbemühungen im Energiesektor und Zwangsschließungen wieder sank. Bis 2012 überlebten von diesen nur knapp 50 Genossenschaften.
Als es noch keine flächendeckenden Energieverteilungsnetze gab, wurden somit vielfach Insellösungen der Energieversorgung, insbesondere der Stromversorgung, durch genossenschaftliche Unternehmen, gewährleistet. Mit dem Bau kohle- und ölbefeuerter Großkraftwerke, später auch Kernkraftwerke, sank ab Mitte des 20. Jahrhunderts die Zahl und Bedeutung der Energiegenossenschaften stark ab. Erst mit der Öffnung der Energiemärkte und damit der Möglichkeit für Kunden den Stromanbieter frei zu wählen, ergab sich eine Wiederbelebung genossenschaftlicher Strukturen im Energiesektor. Dies führte dazu, dass sich eine Reihe von Stromverkaufsorganisationen gründete, darunter auch genossenschaftlich organisierte, wie beispielsweise die 1999 gegründete Green Planet Energy eG (ehem. Greenpeace Energy eG) oder die 2013 gegründete Bürgerwerke eG.

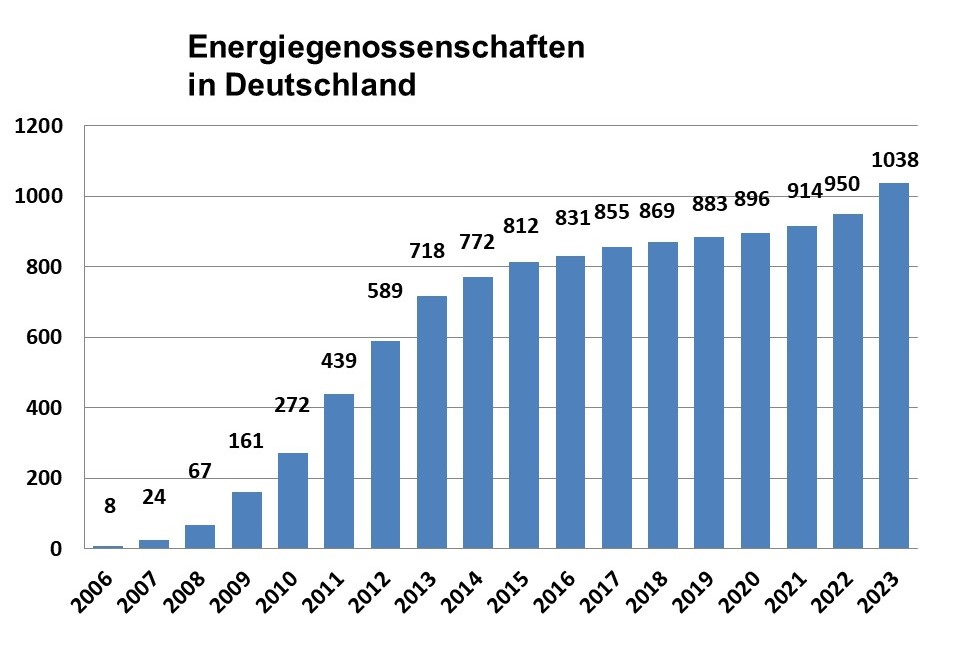
Anzahl von Energiegenossenschaften in Deutschland

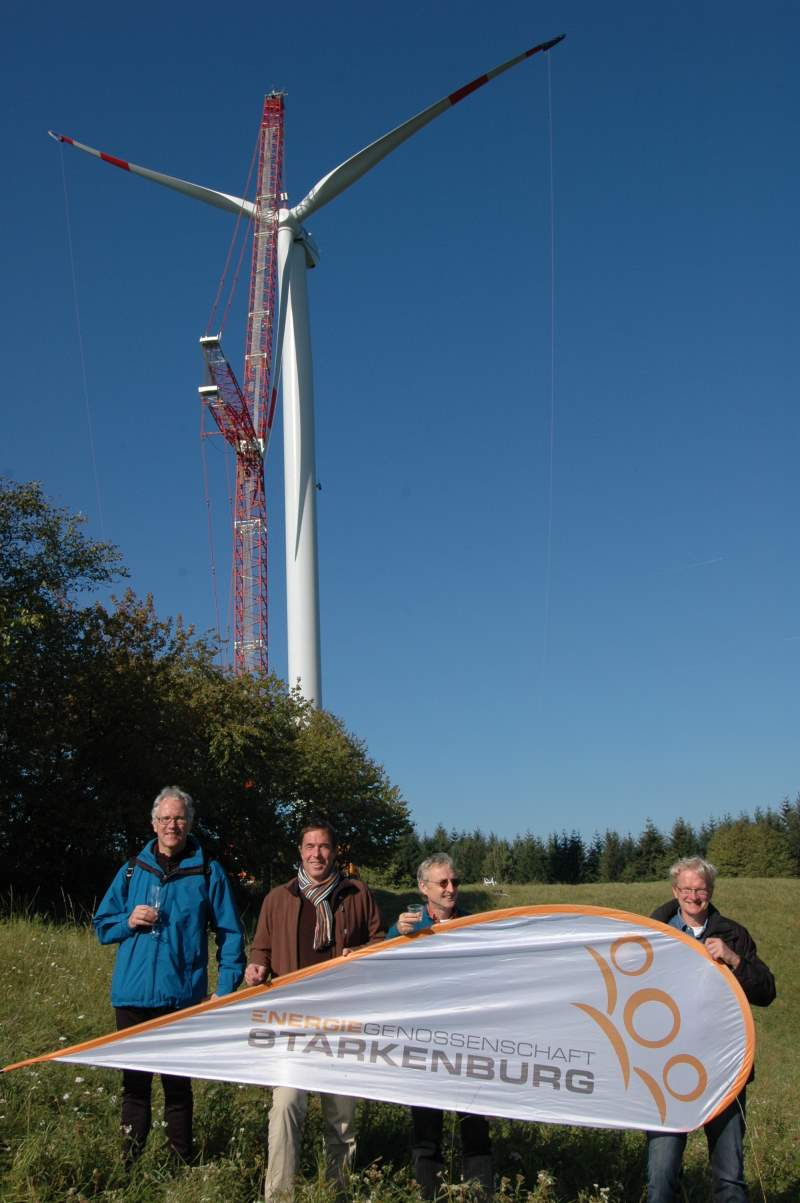
Bürgerwindrad der südhessischen Bürgerenergiegenossenschaft Starkenburg

### Entwicklung
In Verbindung mit der Energiewende und gefördert durch das Erneuerbare-Energien-Gesetz (EEG) stieg die Zahl der genossenschaftlich organisierten Energieproduzenten, insbesondere der Bürgersolaranlagenbetreiber seit Anfang der 2000er Jahre. Mehr als die Hälfte aller Genossenschafts-Neugründungen findet derzeit im Bereich Energie, Umwelt, Wasser statt. Im Jahr 2024 sind die meisten Energiegenossenschaften (77 Prozent) im Bereich der Photovoltaik (PV) aktiv, 17 Prozent im Bereich der Windenergie, 33 Prozent im Bereich Stromvertrieb und 28 Prozent betreiben Lokale Wärmenetze.
Von 2006 bis 2015 wurden 812 Bürgerenergiegenossenschaften gegründet. Die meisten Genossenschaften realisieren Projekte mit einem hohen Eigenkapitalanteil von rund 50 Prozent.
Die Anzahl der Bürgerenergiegenossenschaften nahm insbesondere ab 2008 rasant zu. Von 2008 bis 2011 hat sich die Anzahl von Energiegenossenschaften mit erneuerbaren Energien vervierfacht. Mehr als 150 Energiegenossenschaften wurden allein im Jahr 2011 gegründet. Schon im selben Jahr engagierten sich über 80.000 Bürger in genossenschaftlichen Bürgerkraftwerken und investierten ca. 800 Millionen Euro in die Energiewende. Zumeist handelte es sich um gemeinsame Solaranlagen, an denen bereits kleine Beteiligungen möglich sind. Der Deutsche Genossenschafts- und Raiffeisenverband würdigte Energiegenossenschaften deshalb als Treiber der Energiewende, da sie Bürgern einen günstigen Rahmen schaffen, sich vor Ort für den Umbau der Energieversorgung zu engagieren und die Akzeptanz für Energieprojekte in der Region steigern.
Bereits 2012 gab es dadurch rund 450 Energiegenossenschaften, von denen etwa 80 Prozent in der Stromproduktion aktiv waren. Dabei produzierten die genossenschaftlich errichteten Bürgerkraftwerke im selben Jahr rund 580 Millionen Kilowattstunden Ökostrom, womit sie rechnerisch jährlich den Strombedarf von 160.000 Haushalten decken können. Regional betrachtet kam es am häufigsten in den großen Flächenländern Bayern, Baden-Württemberg und Niedersachsen zu Gründungen. Ende 2013 engagierten sich 888 Energiegenossenschaften für den Ausbau erneuerbarer Energien gegenüber 754 im Jahr 2012 (d. h. plus 18 %). Die Genossenschaften hatten zusammen ca. 136.000 Mitglieder, davon 90 % Privatpersonen. Die Zahl der Mitglieder wuchs damit binnen einen Jahres um über 50 %. Auch die Anzahl der Energiegenossenschaften wuchs weiterhin. Die investierte Summe lag bis 2013 insgesamt bei knapp 1,2 Mrd. Euro, wobei einzelne Energiegenossenschaften bereits ab 50 Euro Einzahlung eine Beteiligung ermöglichten, üblicherweise aber Stückelungen zu 500 oder 1000 Euro vorgesehen sind.
2014 gerieten die Aktivitäten der Bürgerenergiegenossenschaften ins Stocken. Einen wesentlichen Grund hierfür bildeten laut DGRV die unsicheren politischen Rahmenbedingungen durch die Novelle des Erneuerbare-Energien-Gesetzes 2014 und die Einführung des Kapitalanlagegesetzbuches, die als Hindernis der Bürgerbeteiligung wahrgenommen wurden. Infolgedessen erreichte die Zahl der jährlichen Neugründungen von Energiegenossenschaften mit nur 54 im Jahr 2014 einen Tiefstand – noch 2013 waren es 129. Mit den Novellierungen des EEG wurden zunehmend eine Marktorientierung für erneuerbare Energien, Diversifikation der Geschäftsfelder, Kooperationen auf regionaler Ebene mit anderen Energiegesellschaften bzw. deren Dachverbänden wichtig.
Anfangs war zu befürchten, dass die EEG-Novelle 2017 diesen Trend durch ungünstige Rahmenbedingungen der Bürgerenergiegesellschaften noch beschleunigen würde. Stattdessen stellt das EEG 2017 insofern einen Ausgleich her, als es Bürgerenergiegesellschaften zwar keinen Festpreis für die Stromeinspeisung gewährt, gleichwohl aber bei der Ausschreibung von Förderkapazitäten unter bestimmten Bedingungen den Zuschlag zuspricht. Infolgedessen erhielten in der ersten Ausschreibungsrunde seit Inkrafttreten des EEG 2017 Bürgerenergiegesellschaften 93 Prozent aller Zuschläge. Auch in der zweiten Ausschreibungsrunde dominierten Bürgerenergiegesellschaften mit 90 Prozent der Zuschläge bzw. 95 Prozent des Zuschlagvolumens. Bei den bezuschlagten Bürgerenergiegesellschaften handelt es sich jedoch nicht um Bürgerenergiegenossenschaften, sondern häufig Unternehmen in der Rechtsformen einer GmbH & Co. KG, die Partner von Windkraftunternehmen sind. Der eigentliche Sinn von Bürgerenergieprojekten, nämlich Wertschöpfung und Mitbestimmung vor Ort und damit Akzeptanz in der Region, ist so nicht gesichert.
Während in den Jahren 2016 bis 2021 im jährlichen Durchschnitt nur 17 Energiegenossenschaften gegründet wurden, stieg die Wachstumsrate in den folgenden Jahren 2022 und 2023 auf 36 bzw. 88 an. Allein im dritten Quartal 2023 kamen 28 neue Energiegenossenschaften überwiegend in der Wärmeversorgung hinzu. Verbesserte Rahmenbedingungen durch die Ampelkoalition nach der Bundestagswahl 2021, insbesondere neue Regelungen des Osterpakets im Frühjahr 2022, waren der Grund für die positive Stimmung in den Jahren 2022 und 2023. Mit den 2024 im Zusammenhang mit dem Bundeshaushalt 2025 diskutierten Änderungen des EEG, insbesondere der Absenkungen der Einspeisevergütung bei Stunden mit negativen Börsenpreisen, verbunden mit dem Fehlen einer rechtlichen Regelung für das Energy Sharing, droht eine Eintrübung der Stimmung.

### Beispiele
Bürgerenergiegenossenschaften sind kleine dezentrale Einheiten, die sich selbstorganisiert miteinander vernetzen. Genossenschaftliche Bioenergiedörfer gehen im ländlichen Bereich noch einen Schritt weiter, indem sie das Ziel verfolgen, die gesamte Strom- und Wärmeversorgung in Eigenregie zu realisieren. In Städten werden Bürgerenergiegenossenschaften auch gegründet, um bürgerschaftliche Beteiligung an Stadtwerken bis hin zur Übernahme ganzer Gas- und/oder Stromnetze zu ermöglichen.
Im Zuge der Diskussion um steigende Gaspreise wurde 2006 die Bremer Energiehaus-Genossenschaft gegründet. Sie war einer der ersten alternativen Anbieter auf dem Gasmarkt und ihre Gründung sowie ihre seitherigen Aktivitäten fanden überregional einige mediale Aufmerksamkeit.
Die ab 1994 zunächst als GmbH geführten Elektrizitätswerke Schönau gründeten im September 2009 für ihre fast 90 000 Stromkunden eine Genossenschaft.
Nicht alle Gründungsvorhaben in den Folgejahren waren erfolgreich. Die bundesweite Genossenschaft Energie in Bürgerhand wurde 2009 gegründet und wollte die Idee einer ökologischen und zukunftsweisenden Energiewirtschaft verwirklichen. Geplant war, vom Energiekonzern E.ON die kommunale Beteiligungsgesellschaft Thüga zu kaufen. Das Projekt scheiterte und die Genossenschaft wurde im Jahre 2013 aufgelöst.
Als erste Großstadt in Deutschland beschloss Jena, 2 % der Energiesparte der Stadtwerke Jena an die Bürgerenergie Jena eG zu verkaufen. Im Rhein-Main-Gebiet hat die Mittelstadt Mörfelden-Walldorf im Zuge der Rekommunalisierung ihres Gas- und Stromnetzes die BürgerEnergieRheinMain eG zum 1. Januar 2017 mit 5 % an der Netzeigentumsgesellschaft beteiligt.
In Thüringen und Bayern gibt es seit 2013/2014 in Zusammenarbeit mit Energiegenossenschaften einen Stromtarif (sog. Öko-Regionalstromtarif, Regionalstrom), der den in der Region gewonnenen Solarstrom vor Ort vermarktet. Seit Anfang 2017 erfolgt der Vertrieb des Thüringer Landstroms über die Bürgerwerke, einem bundesweiten Zusammenschluss von Energiegenossenschaften. Der Solarstrom wird den Betreibern von Solaranlagen direkt abgekauft zu einem höheren Preis als die Einspeisevergütung. Die Einspeisevergütung entfällt also. Dieser Strom wird dann wiederum direkt an die Verbraucher am Ort verkauft. Der Strom bleibt im örtlichen Stromnetz, wodurch Netzentgelte entfallen und der Stromtarif damit günstig ist.
Am 29. April 2014 gründeten bayerische Bürgerenergiegenossenschaften den Verein Bürgerenergie Bayern e. V. (Abkürzung: BEBay). Die Landesvereinigung bündelt die wirtschaftlichen, politischen und zivilgesellschaftlichen Interessen aller Bürgerenergie-Akteure in Bayern. Dazu zählen etwa 250 bayerische Energiegenossenschaften sowie Stadtwerke und andere Gesellschaften, die dezentrale und regenerative Bürgerenergieprojekte betreiben. Bürgerenergie Bayern e. V. ist die erste Vereinigung in Bayern, die sich für alle Erneuerbaren Energien (Solarenergie, Windkraft, Wasserkraft, Geothermie, Bioenergie) einsetzt.
2017 gründeten Mitgliedsgesellschaften von Bürgerenergie Bayern e. V. den genossenschaftlichen Prüfungsverband Der Genossenschaftliche e. V.
Am 28. Januar 2014 wurde der bundesdeutsche Dachverband der Bürgerenergie-Initiativen unter dem Namen Bündnis Bürgerenergie (BBEn) in Berlin gegründet. Ziel des gemeinnützigen Vereins ist insbesondere, das fachliche Wissen unter Bürgerenergie-Akteuren zu verbreiten und die wissenschaftliche Auseinandersetzung mit dem gesellschaftlichen Phänomen Bürgerenergie zu fördern.
Nachdem die Gläubiger der insolventen PROKON Regenerative Energien GmbH am 2. Juli 2015 für die Umwandlung in eine Genossenschaft votiert hatten, entstand mit der Prokon Regenerative Energien eG die größte Energiegenossenschaft Deutschlands mit 37.000 Mitgliedern.
Bürgerenergiegesellschaften sind auch Gegenstand der Forschung. So widmet sich das Leibniz-Institut für Regionalentwicklung und Strukturplanung unter anderem der Frage, inwieweit solche Organisationseinheiten zur Lösung von lokalen energiepolitischen Konflikten und Verwirklichung von Gemeinwohlzielen beitragen können.

## Bürgerenergiegenossenschaften in Europa außerhalb Deutschlands
Die Anzahl der Energiegenossenschaften in Europa, sogenannte renewable energy cooperatives, wird auf 3500 geschätzt. Einschließlich anderer Gesellschaftsformen, sogenannte renewable energy communities (Bürgerenergiegesellschaften), ist die Zahl größer. In einer Studie aus dem Jahr 2020 wird für 9 europäische Länder die Gesamtzahl von 3752 geschätzt, davon 1750 in Deutschland.
In Europa sind Bürgerenergiegenossenschaften neben Deutschland in Belgien, Dänemark, Frankreich, Italien, Lettland, Niederlande, Norwegen, Österreich, Portugal, Schweden, Schweiz, Spanien und dem Vereinigten Königreich aktiv, wenn auch in unterschiedlichem Maße. Im übrigen Europa, insbesondere in Osteuropa, sind Bürgerenergiegenossenschaften nur im Ansatz oder nicht vorhanden.
Die Anzahl der Bürgerenergiegenossenschaften differiert zwischen den Ländern erheblich: 1024 wurden in Deutschland, 87 in Schweden, 23 in Belgien und 18 in Spanien im Jahr 2019 gezählt. Die Gesamtzahl der Bürgerenergiegenossenschaften in Europa wurde im Jahr 2019 auf über 3500 geschätzt.
Die Europäische Union hat die Bedeutung von Bürgerenergiegesellschaften und damit insbesondere Bürgerenergiegenossenschaften hervorgehoben, indem sie in der 2018 verabschiedeten Erneuerbare-Energien-Richtlinie RED II (Renewable Energies Directive II) (definiert als Erneuerbare Energie-Gemeinschaften, englisch: renewable energy communities, REC, in Artikel 2 Absatz 16) den Artikel 22 gewidmet und besondere Rechte eingeräumt hat.
In einigen europäischen Staaten und Regionen haben die Bürgerenergiegenossenschaften Dachverbände. 2013 wurde REScoop.eu, der europäische Verband der Bürgerenergiegenossenschaften, mit Sitz in Brüssel gegründet. Er repräsentiert nach eigenen Angaben ein Netzwerk von 1.900 europäischen Energiegenossenschaften mit ihren mehr als 1 Million Bürgern, die sich für die Energiewende einsetzen.

### Länder (Europa \ D) alphabetisch
Beispielhaft für die vorgenannten europäischen Länder (außer Deutschland) sind nachfolgend große Bürgerenergiegenossenschaften und Verbünde von Energiegenossenschaften genannt.
In Belgien (Flandern) wurde 1991 die Genossenschaft Ecopower gegründet. Sie hat mehr als 60.000 Mitgliedern und besitzt Solar-, Wind- und Mini-Wasserkraftwerke, die jährlich 100 GWh Strom produzieren (Stand 2022). Ferner produziert sie 20.000 Tonnen Holzpellets pro Jahr.
Auf Initiative von Ecopower wurde 2011 der Dachverband REScoop.Vlaanderen in Flandern gegründet. Diesem Dachverband gehören 20 belgische Energiegenossenschaften an (Stand 2022), darunter die im Jahr 2000 gegründete Beauvent mit mehr als 6500 Mitgliedern. Der äquivalente Dachverband in Wallonien, REScoop Wallonia, vereint 19 Genossenschaften, die Strom hauptsächlich aus Wind, aber auch mit Photovoltaik, Wasserkraft und Biogas sowie Wärme aus Biomasse erzeugen.

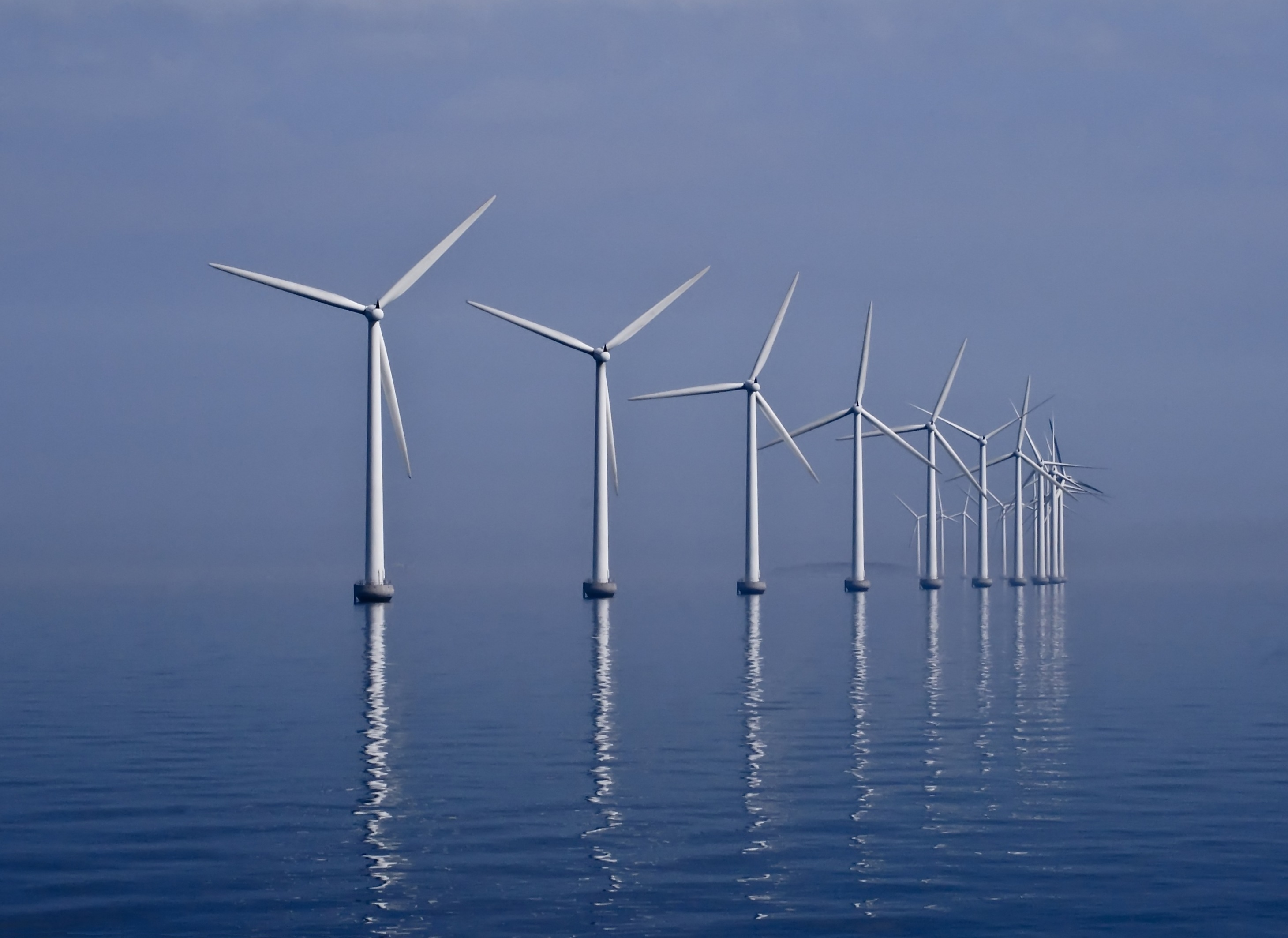
Der Middelgrunden Offshore-Windpark mit einer Leistung von 40 MW im dänischen Öresund

Dänemark hat eine lange Geschichte der Energieversorgung in Händen von Verbrauchergenossenschaften und Kommunen. Die dänische Regierung förderte die Gründung von Bürgerenergiegenossenschaften, indem sie Familien, die ihren eigenen Strom erzeugen oder Anteile an Erneuerbare-Energie-Genossenschaften kaufen, Steuerbefreiungen gewährte. Im Jahr 2001 gehörten über 100.000 Familien Windturbinengenossenschaften an. Die Genossenschaften installierten 86 % aller Windturbinen am Land sowie auch Offshore-Windparks. Zum Beispiel betreibt die Middlegrunden Wind Turbine Cooperative seit dem Jahr 2001 zwanzig off-shore-Windkraftanlagen im Öresund mit einer installierten Gesamtleistung von 40 MW.
Die Anzahl der Energiegenossenschaften in Dänemark, insbesondere solcher, die Windkraftanlagen betreiben, war bis zum Jahr 1999 stark auf etwa 1000 angestiegen, um danach unter 200 zu fallen. Die Dominanz des genossenschaftlichen Eigentums an dänischen Windkraftanlagen wurde geändert, als Dänemark die europäische Energiebinnenmarktpolitik umsetzte, die die Energieversorgung liberalisierte und damit auch nicht regional ansässigen Unternehmen erlaubte, Kraftwerke zu übernehmen. Heute ist die Fernwärme, die in fast allen dänischen Städten weit verbreitet ist, immer noch in Form von gemeinnützigen Unternehmen organisiert, die sich im Besitz von Verbrauchergenossenschaften und Kommunen befinden. Mit Einführung der Einspeisevergütung wurden PV-Anlagen für das genossenschaftliche Eigentum geöffnet.
In Frankreich gibt es mit Enercoop eine Energiegenossenschaft, die sowohl in der dezentralen Produktion von erneuerbaren Energien als auch als Versorgungsunternehmen aktiv ist. Ende 2014 bestand die 2005 gegründete Enercoop aus 10 regionalen Genossenschaften und hatte 23.000 Kunden von denen ungefähr 60 % auch Gesellschafter sind.
Zu den Gründungsmitgliedern gehören 20 Verbände, darunter Greenpeace und Biocoop. Die regionalen Energiegenossenschaften, die zu Enercoop gehören, produzieren jährlich 459 GWh Strom aus erneuerbaren Quellen für ihre 90.000 Kunden (Stand 2019). Auf Initiative von Enercoop wurde 2010 die Vereinigung Énergie Partagée gegründet. Sie umfasst etwa 300 BürgerEnergie-Projekte, an denen fast 7.000 Bürgerinnen und Bürger finanziell beteiligt sind.
In Italien ist die 2014 gegründete ènostra mit über 6000 Mitgliedern und dem Stromvertrieb von 13,5 GWh (Stand 2019)
eine der bedeutendsten Erneuerbare-Energie-Genossenschaften. Ein weiteres Beispiel für Energiegenossenschaften in Italien ist die 2015 gegründete energia positiva mit 743 Mitgliedern und einer Jahresstromproduktion von 7,5 GWh (Stand 2021).
In den Niederlanden gibt es 484 Energiegenossenschaften (Stand 2022). Davon vertritt die 2018 gegründete Dachorganisation Energie Samen 265 Energiegenossenschaften.
In Österreich ist die Anzahl der Energiegenossenschaften bereits seit den frühen 1980er Jahren stetig angestiegen bis auf 286 im Jahr 2018. Per Juli 2024 gibt es in Österreich etwa 2000 Energiegemeinschaften. Die teilnehmergrößte Energiegemeinschaft ist die von Haunoldstein, nahe St. Pölten, NÖ: 106 Haushalte betreiben PV, ein Kleinwasserkraftwerk und ein Windrad, das die EVN AG eingebracht hat. 92 % des eigenen Strombedarfs wird selbst erzeugt. Dieses Pilotprojekt in Bezug auf Zusammenarbeit mit einem EVU wird im Juli 2024 um 1 Jahr verlängert. Der Strompreis liegt etwas unter dem des EVU EVN. Förderung der öffentlichen Hand, vulgo „Strompreisbremse“ gibt es für Energiegemeinschaften nicht.
In Portugal wurde mit Coopérnico im Jahr 2013 die erste Erneuerbare-Energie-Genossenschaft des Landes gegründet, die nach gut 2000 Mitgliedern im Jahr 2022 im Folgejahr bereits über 4.250 Mitglieder zählte, Ende 2023 waren es dann genau 4.617 Genossenschaftsmitglieder und 4.148 Stromkunden. Coopérnico ist sowohl Stromproduzent und Stromversorger als auch Berater und Dienstleister für die wachsende Zahl an Bürgerenergiegesellschaften im Land. Als einzige landesweit operierende Energiegenossenschaft (Stand 2024) ist sie damit ein wesentlicher Akteur der portugiesischen Bürgerenergiebewegung, die ein wachsender Faktor in der Energiewende Portugals ist.
In der Schweiz zählte die Eidgenössische Forschungsanstalt für Wald, Schnee und Landschaft anhand der Handelsregistereinträge 249 Energiegenossenschaften (Stand 2016).

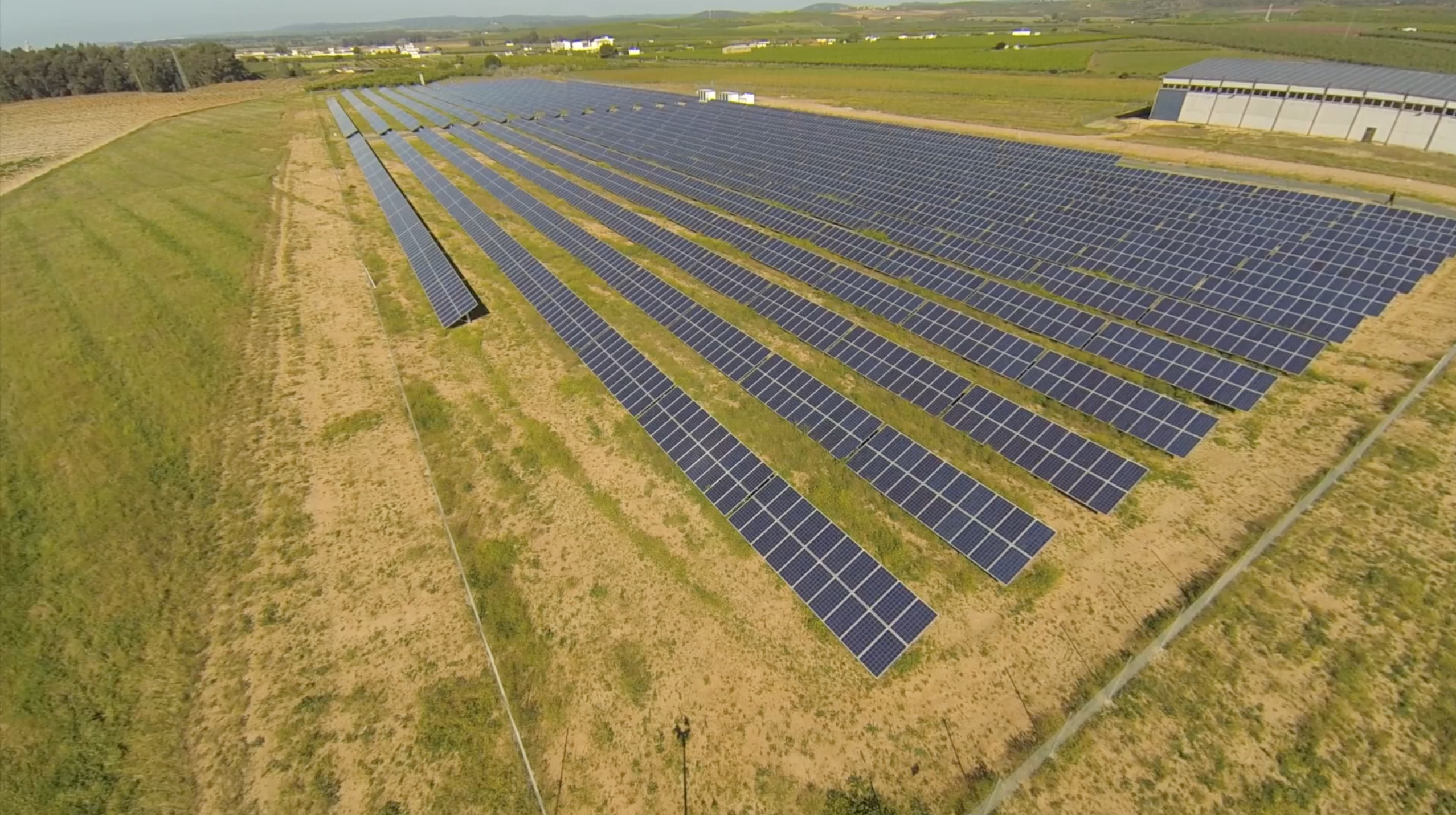
Photovoltaik-Anlage (2,16 MWp) der spanischen Energiegenossenschaft Som Energia in Alcolea del Río (Provinz Sevilla)

In Spanien wurde 2010 die Genossenschaft Som Energia als erste Genossenschaft für erneuerbare Energien des Landes gegründet. Die Initiative für die Gründung kam aus der Universität von Girona in Katalonien. Die Genossenschaft hat über 81.000 Mitglieder und produziert jährlich 24,6 GWh Strom aus erneuerbaren Quellen (Stand 2022). Weitere bedeutende Bürgerenergiegenossenschaften in Spanien sind Zencer (gegründet 2011), GoiEner (2012), Nosa Enerxía (2014) und EnergÉtica (2015).
Im Vereinigten Königreich wurde im Jahr 1996 die Baywind Energy Co-operative gegründet. Auf Initiative dieser ersten britischen Genossenschaft für die Nutzung der Windkraft wurde 2002 die Energy4All als Gesellschaft mit beschränkter Haftung gegründet, die 30 Erneuerbare-Energie-Genossenschaften mit insgesamt 16.880 Mitgliedern unterstützt (Stand 2022), darunter Westmill Wind Farm Co-operative und Boyndie Wind Farm Co-operative. In Nachbarschaft zur Westmill Wind Farm Co-operative wurde 2012 die Westmill Solar Co-operative gegründet, die mit 1.500 Mitgliedern auf 30 ha einen Solarpark betreibt, der jährlich 4,8 GWh produziert.

## Bürgerenergiegenossenschaften außerhalb Europas
Die Internationale Organisation für erneuerbare Energien (IRENA) adressiert Bürgerenergiegenossenschaften im globalen Rahmen unter dem Begriff der Community Energy. In einer Veröffentlichung aus dem Jahr 2021 werden unter 11 Fallstudien neben Beispielen aus Europa auch Beispiele aus Kanada, Suriname, Mali, Nigeria, Tansania, Osttimor und Japan präsentiert.

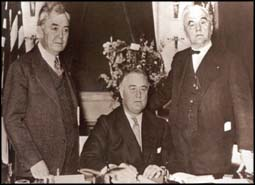
Franklin Delano Roosevelt (Mitte) unterzeichnet 1935 den Rural Electrification Act

In den USA geht der Beginn der Energiegenossenschaften auf das Jahr 1935 zurück, als Präsident Franklin D. Roosevelt mit dem Rural Electrification Act Initiativen zur Stromversorgung ländlicher Gebiete ergriff. Eine Folge war die Bildung von Elektrizitätsgenossenschaften und ein damit verbundenes Produktions-, Abnahme- und Transportsystem.
Die 1942 gegründete National Rural Electric Cooperative Association (NRECA) vertritt heute die Interessen von über 900 Elektrizitätsgenossenschaften und damit 42 Millionen Menschen.
Bisher dominiert die Stromgewinnung aus fossilen und nuklearen Quellen, wenn auch über 90 % dieser Genossenschaften erneuerbare Energiequellen zur Stromgewinnung nutzen, wobei deren Anteil am Stromvertrieb 22 Prozent ausmacht (Stand 2020). Unter dem 1998 gegründeten Dachverband Touchstone Energy Cooperatives agieren in den USA rund 700 Energiegenossenschaften.
In Kanada fördert das Indigenous clean energy – Netzwerk BürgerEnergie-Projekte zur Nutzung erneuerbarer Energien durch indigene Völker des Landes.
Beispiele aus Ostasien für Bürgerenergiegenossenschaften und andere Formen der Bürgerenergie sind in einer Monografie dargestellt für Südkorea, Volksrepublik China, Taiwan und Japan.